# Панагија (Кожани)
Панагија (грч. Παναγία) је насељено место у општини Горуша у периферији Западна Македонија, Грчка. Према попису из 2021. године било је без становника.
Насеље се први пут помиње на попису из 1961. године без становника.